# 高山潮狼蛛
高山潮狼蛛（学名：Hygrolycosa alpigena）为狼蛛科潮狼蛛属的动物。在中国大陆，分布于四川等地。该物种的模式产地在四川。